# Дуррат-эль-Бахрейн
Дуррат-эль-Бахрейн (араб. درة البحرين‎ — «жемчужина Бахрейна») — искусственный архипелаг в Персидском заливе. Административно относится к Южной мухафазе (Бахрейн). Является третьим по размеру искусственным архипелагом страны после Северного Города и Дияр-эль-Мухаррак.

## География, описание
Дуррат-эль-Бахрейн расположен чуть юго-восточнее основного острова страны и соединён с «большой землёй» двумя автомобильными мостами (козуэй): эта дорога образует кольцо, пересекающее все пять «Лепестков». Все острова и акватория между ними в целом имеют условно овальную форму с длинами осей 4,5 и 3,5 км. Площадь всех островов составляет около 5 км², а с учётом акватории между ними — 20 км², в 2010 году там проживали около 1000 человек. Владелец архипелага — Durrat Khaleej Al Bahrain Company.
Архипелаг состоит из 15 островов: Атолл 1 (ок. 870 жителей по переписи 2010 года, то есть ок. 87 % всего населения архипелага), Атолл 2, Атолл 3, Атолл 4, Атолл 5, Атолл 6, Лепесток 1, Лепесток 2, Лепесток 3, Лепесток 4, Лепесток 5, Полумесяц, Гостиница, Поле для гольфа и Птичий. На островах, помимо жилых зданий, имеются пятизвёздочная гостиница, 18-луночное поле для гольфа, стоянка для яхт площадью 0,7 км², 13 мостов, в том числе 6 автомобильных.

## История
Проект строительства был утверждён в 2002 году, а два года спустя начались сами работы. В феврале 2008 года строительство архипелага было прервано, так как около 1300 рабочих-мигрантов (в основном — индийцев) объявили забастовку, требуя повышения жалования и улучшения жилищных условий. Забастовка продлилась шесть дней, зарплаты рабочим были увеличены на 27 %, и вскоре объект был сдан в эксплуатацию. Стоимость строительства составила 7 миллиардов долларов (изначально планировалось 1,2 миллиарда, в феврале 2008 года — 6 миллиардов).